# الشعلان (دمشق)

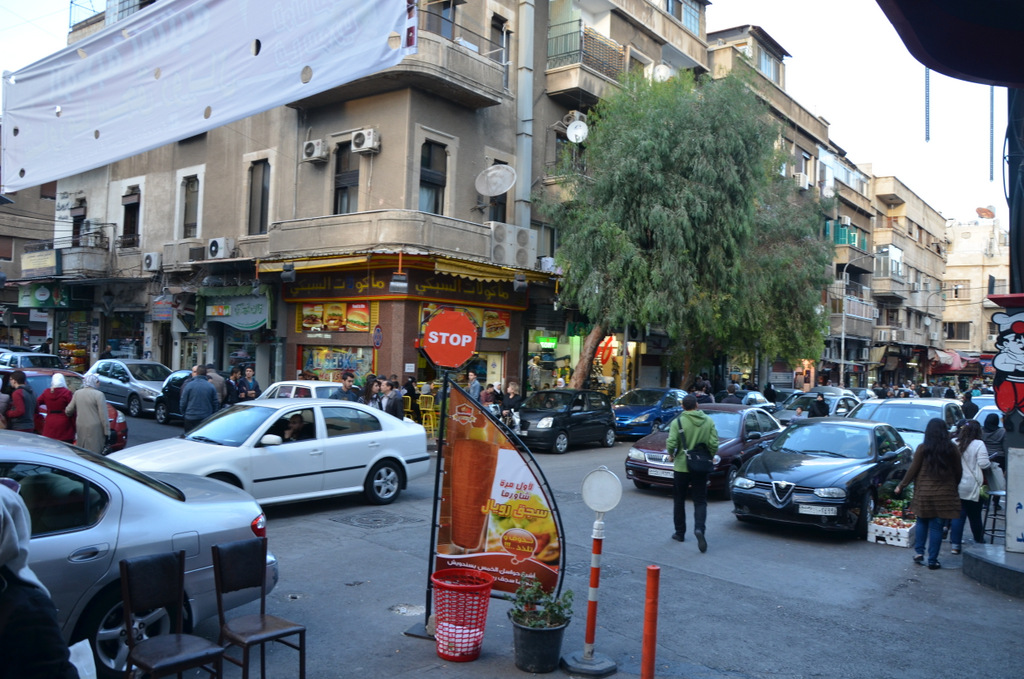
سوق الشعلان في دمشق

الشعلان هو سوق تجاري وشارع في حي الحبوبي الواقع في منطقة المهاجرين بمدينة دمشق في سوريا.

## أصل التسمية
اشترى نوري الشعلان رئيس عشيرة الروّلة في مطلع العشرينيات من القرن الماضي، دار ياسين باشا الهاشمي رئيس وزراء العراق السابق الكائنة في نفس المنطقة، ومنذ ذلك الحين بنى الشيخ نوري مسجداً بجوار منزله، واتخذ المسجد والشارع الشهير تسميتهما من كنيته الشعلان.